# Drosophila gangotrii
Drosophila gangotrii este o specie de muște din genul Drosophila, familia Drosophilidae, descrisă de Muniyappa și C. Adinarayana Reddy în anul 1981. Conform Catalogue of Life specia Drosophila gangotrii nu are subspecii cunoscute.